# Miss Belize
Miss Belize désigne les concours de beauté féminine destinés aux jeunes femmes de nationalité belizienne.
Le concours Miss Belize Universe permet de représenter le pays au concours de Miss Univers.
Le concours Miss Belize World permet de représenter le pays au concours de Miss Monde.

## Miss Belize pour Miss Univers
| Année | Nom                            | Classement à Miss Univers | Récompenses |
| ----- | ------------------------------ | ------------------------- | ----------- |
| 1975  | Pelisamay (Lisa) Longsworth    | -                         | -           |
| 1976  | Janet Joan Joseph              | -                         | -           |
| 1977  | Dora Maria Phillips            | -                         | -           |
| 1978  | Christina Margarita Ysaguirre  | -                         | -           |
| 1979  | Sarita Diana Acosta            | Top 12 (7th)              | -           |
| 1980  | Ellen Marie Clarke             | -                         | -           |
| 1981  | Ivette Zabaneh                 | -                         | -           |
| 1982  | Sharon Kay Auxillou            | -                         | -           |
| 1983  | Shirlene Dianne McKoy          | -                         | -           |
| 1984  | Lisa Patricia Ramírez          | -                         | -           |
| 1985  | Jennifer (Jenny) Woods         | -                         | -           |
| 1986  | Romy Ellen Taegar              | -                         | -           |
| 1987  | Holly Emma Edgell              | -                         | -           |
| 1989  | Andrea Shermane McKoy          | -                         | -           |
| 1990  | Ysela Antonia Zabaneh          | -                         | -           |
| 1991  | Josephine (Josie) Gault        | -                         | -           |
| 1993  | Melanie Smith                  | -                         | -           |
| 1995  | Deborah Wade                   | -                         | -           |
| 1996  | Ava Lovell                     | -                         | -           |
| 1997  | Sharon Domínguez               | -                         | -           |
| 1998  | Elvia Lilia Vega               | -                         | -           |
| 1999  | Viola Jeffery                  | -                         | -           |
| 2000  | Shiemicka La-Shanne Richardson | -                         | -           |
| 2003  | Becky Belinda Bernard          | -                         | -           |
| 2004  | Leilah Anne Magdalena Pandy    | -                         | -           |
| 2005  | Andrea Elrington               | -                         | -           |
| 2007  | Maria Jeffery                  | -                         | -           |
| 2008  | Melissa Tanisha Vernon         | Withdrew                  | -           |
| 2009  | Charmaine Chinapen             |                           |             |
| 2010  | Annlyn Apolonio                |                           |             |
| 2016  | Rebecca Rath                   |                           |             |
| 2018  | Jenelli Fraser                 |                           |             |
| 2019  | Destinee Arnold                |                           |             |
| 2020  | Iris Salguero                  |                           |             |
| 2022  | Ashley Lightburn               |                           |             |
| 2024  | Halima Hasna Hoy               |                           |             |

      Semifinalist

## Miss Belize pour Miss Monde
| Année | Nom                           | Classement à Miss Monde | Récompenses        |
| ----- | ----------------------------- | ----------------------- | ------------------ |
| 1987  | Janine Sylvestre              | -                       | -                  |
| 1988  | Pauline Young                 | -                       | -                  |
| 1989  | Martha Badillo                | -                       | -                  |
| 1990  | Ysela Antonia Zabaneh         | -                       | -                  |
| 1991  | Josephine (Josie) Gault       | -                       | -                  |
| 2002  | Karen Anita Russell           | -                       | -                  |
| 2003  | Dalila Violeta Vanzie Montano | -                       | -                  |
| 2007  | Felicita (Leesha) Arzu        | -                       | -                  |
| 2008  | Charmaine Chinapen            | -                       | -                  |
| 2009  | Norma Leticia (Lety) Lara     | -                       | -                  |
| 2010  | Jessel Monique Lauriano       | -                       | -                  |
| 2011  | Kadejah Kenifah Tunn          | -                       | -                  |
| 2012  | Chantae Chanice Guy           | -                       | Top Model (Top 10) |
| 2013  | Idolly Louise Saldivar        |                         |                    |
| 2014  | Raquel Badillo                |                         |                    |
| 2015  | Jasmin Jael Rhamdas           |                         |                    |
| 2016  | Iris Salguero                 |                         |                    |
| 2017  | Renae Martinez                |                         |                    |
| 2018  | Jalyssa Arthurs               |                         |                    |
| 2021  | Markeisha Young               |                         |                    |
| 2023  | Elise-Gayonne Vernon          | Top 40                  |                    |

## Miss Belize pour Miss Terre
| Année | Nom                         | Classement à Miss Terre    | Awards                    |
| ----- | --------------------------- | -------------------------- | ------------------------- |
| 2007  | Leilah Anne Magdalena Pandy |                            | Top 5 Environmental Award |
| 2008  | Larriean Samuels            |                            | -                         |
| 2009  | Sherrylee Rodriguez         |                            | -                         |
| 2010  | Natasha Nicole Acosta       |                            | -                         |
| 2011  | Kimberly Ann Robateau       |                            | -                         |
| 2012  | Jessel Monique Lauriano     |                            |                           |
| 2013  | Amber Rivero                |                            |                           |
| 2015  | Christine Syme              |                            |                           |
| 2016  | Chantae Chanice Guy         |                            |                           |
| 2017  | Iris Salguero               |                            |                           |
| 2018  | Renae Martinez              |                            |                           |
| 2021  | Destiny Wagner              | Gagnante - Miss Terre 2021 |                           |
| 2022  | Simone Sleeuw               |                            |                           |
| 2023  | Reyna Choj                  |                            |                           |
| 2024  | Morgan Miles                |                            |                           |

## Miss Belize pour Miss International
| Année | Nom                       | Classement à Miss International | Awards |
| ----- | ------------------------- | ------------------------------- | ------ |
| 2010  | Chantae Chanice Guy       | Withdrew                        | -      |
| 2011  | Annlyn Nicole Apolonio    | -                               | -      |
| 2012  | Destinee Dominique Arnold |                                 |        |

## Concours Mineurs

### Miss Belize Intercontinental
| Année | Nom                     | Classement à Miss Intercontinental | Awards |
| ----- | ----------------------- | ---------------------------------- | ------ |
| 2011  | Kimberly (Kimmy) Kamish | -                                  | -      |

### Miss Belize Supranational
| Année | Nom               | Placement in Miss Supranational | Awards |
| ----- | ----------------- | ------------------------------- | ------ |
| 2010  | Fiona Usher       | Withdrew                        | -      |
| 2011  | Brittany Cabral   | Withdrew                        | -      |
| 2012  | Thessalonia Logan | -                               | -      |

### Miss Belize Continente Americano
| Année | Nom                 | Placement in Miss Continente Americano | Awards |
| ----- | ------------------- | -------------------------------------- | ------ |
| 2012  | Chantae Chanice Guy | -                                      | -      |

### Miss Belize Panamerican
| Année | Nom                    | Placement in Miss Panamerican International | Awards |
| ----- | ---------------------- | ------------------------------------------- | ------ |
| 1994  | Faride Espadas         | -                                           | -      |
| 2003  | Opal Enriquez          | Winner                                      | -      |
| 2011  | Annlyn Nicole Apolonio | -                                           | -      |

      Winner

### Miss Belize Latin America
| Année | Nom                | Placement in Miss Latin America | Awards                                 |
| ----- | ------------------ | ------------------------------- | -------------------------------------- |
| 2000  | Nora De La Rosa    | -                               | -                                      |
| 2006  | Vanessa Chan       | -                               | -                                      |
| 2008  | Iris Jessie Medina | -                               | -                                      |
| 2009  | Liliana Mia Nuñez  | -                               | Miss Friendship; Best Cultural Costume |
| 2011  | Cricel Castillo    | -                               | -                                      |
| 2012  | Tatiana Rivero     | -                               | -                                      |

### Miss Belize Costa Maya
| Année | Nom                                | Placement in Miss Costa Maya International | Awards                |
| ----- | ---------------------------------- | ------------------------------------------ | --------------------- |
| 1996  | Yvette Graniel                     | -                                          | -                     |
| 1997  | Gaylene Desiree Dawson             | 1st Runner-up                              | -                     |
| 1998  | Charlotte Lynette Romero Dominguez | -                                          | -                     |
| 1999  | Vanya Diane Vasquez                | -                                          | Miss Piel Coppertone  |
| 2000  | Zoe Roberson                       | -                                          | -                     |
| 2001  | Melina Diaz                        | -                                          | Best National Costume |
| 2002  | Becky Belinda Bernard              | -                                          | -                     |
| 2003  | Leilah Anne Magdalena Pandy        | Winner                                     | Best National Costume |
| 2004  | Farah Evans                        | 2nd Runner-up                              | -                     |
| 2005  | Opal Enriquez                      | 1st Runner-up                              | -                     |
| 2006  | Ninfa Juan                         | -                                          | -                     |
| 2007  | Maria Jeffery                      | Winner                                     | -                     |
| 2008  | Iris Jessie Medina                 | -                                          | -                     |
| 2009  | Felicita (Leesha) Arzu             | -                                          | -                     |
| 2010  | Liliana Mia Nuñez                  | -                                          | -                     |
| 2011  | Idolly Louise Saldivar             | -                                          | -                     |
| 2012  | Karen Jasmine Middleton            | -                                          | -                     |

      Winner
      Finalist

### Miss Belize Piel Dorada
| Année | Nom                    | Placement in Miss Piel Dorada International | Awards                         |
| ----- | ---------------------- | ------------------------------------------- | ------------------------------ |
| 2010  | Tatiana Rivero         | -                                           | -                              |
| 2011  | Idolly Louise Saldivar | -                                           | 2nd, Miss Piel Dorada Internet |

### Miss Belize Ethnic
| Année | Nom                | Placement in Miss Ethnic World International | Awards |
| ----- | ------------------ | -------------------------------------------- | ------ |
| 2011  | Tyler Marie Savery | 3rd Runner-up                                |        |

      Finalist

### Miss Belize Coffee
| Année | Nom                    | Placement in International Queen of Coffee | Awards |
| ----- | ---------------------- | ------------------------------------------ | ------ |
| 2003  | Becky Belinda Bernard  | -                                          | -      |
| 2012  | Idolly Louise Saldivar | Withdrew                                   | -      |

### Mrs Belize World
| Année | Nom                  | Placement in Mrs World | Awards |
| ----- | -------------------- | ---------------------- | ------ |
| 2011  | Tracey Robateau-Arda | -                      | -      |

### Miss Belize Teenager Universe
| Année | Nom              | Placement in Miss Teenager Universe | Awards          |
| ----- | ---------------- | ----------------------------------- | --------------- |
| 2010  | Daniella Wooley  | -                                   | Miss Photogenic |
| 2011  | Annabell Haylock | -                                   | -               |

### Miss Belize Teen World
| Année | Nom                     | Placement in Miss Teen World | Awards |
| ----- | ----------------------- | ---------------------------- | ------ |
| 2009  | Tracey Christine Jacobs | Withdrew                     | -      |

### Miss Belize Global
| Année | Nom          | Placement in Miss Global | Awards |
| ----- | ------------ | ------------------------ | ------ |
| 1999  | Dawn Sampson | -                        | -      |

### Miss Belize Teen International
| Année | Nom              | Placement in Miss Teen International | Awards |
| ----- | ---------------- | ------------------------------------ | ------ |
| 1999  | Elvia Lilia Vega | -                                    | -      |

### Miss Teen Belize
| Année | Nom                 | Placement in Miss Teen World | Awards |
| ----- | ------------------- | ---------------------------- | ------ |
| 1987  | Betty Jean Usher    | -                            | -      |
| 1999  | Christina Astheimer | -                            | -      |
| 2002  | Julie Ann Fletcher  | -                            | -      |
| 2003  | Recie Pollard       | -                            | -      |
| 2009  | Jacy Pau            | -                            | -      |

### Miss Belize Teen Internet
| Année | Nom                     | Placement in Miss Teen Internet | Awards |
| ----- | ----------------------- | ------------------------------- | ------ |
| 2007  | Tracey Christine Jacobs | 2nd Runner-up                   | -      |

      Finalist

### Miss Belize Top Model
| Année | Nom                 | Placement in Miss Top Model International | Awards |
| ----- | ------------------- | ----------------------------------------- | ------ |
| 2007  | Tracey Robateau     | -                                         | -      |
| 2010  | Chantae Chanice Guy | -                                         | -      |

### Miss Belize Tropico
| Année | Nom               | Placement in Miss Tropico | Awards          |
| ----- | ----------------- | ------------------------- | --------------- |
| 2008  | Liliana Mia Nuñez | -                         | Miss Friendship |

### Miss Belize Rainforest
| Année | Nom                 | Placement in Miss Rainforest International | Awards                   |
| ----- | ------------------- | ------------------------------------------ | ------------------------ |
| 1999  | Theresita Sosa      | -                                          | -                        |
| 2000  | Samantha Carlos     | -                                          | -                        |
| 2001  | Karen Anita Russell | -                                          | -                        |
| 2002  | Erin Quiroz         | -                                          | -                        |
| 2007  | Vanessa Chan        | 2nd Runner-up                              | 3rd Swimsuit Competition |

      Finalist

### Miss Belize Mini Universe
| Année | Nom               | Placement in Miss Mini Universe | Awards                              |
| ----- | ----------------- | ------------------------------- | ----------------------------------- |
| 2007  | Azizi Juanita Hoy | -                               | Mini Universe Princess, Miss Talent |
| 2008  | Venisha Price     | Withdrew                        | -                                   |

### Miss Belize Mesoamerica
| Année | Nom                         | Placement in Miss Mesoamerica | Awards                      |
| ----- | --------------------------- | ----------------------------- | --------------------------- |
| 2003  | Leilah Anne Magdalena Pandy | 2nd Runner-up                 | Miss Academic; Miss Culture |

      Finalist

### Miss Belize Nuestra Belleza
| Année | Nom              | Placement in Nuestra Belleza International | Awards            |
| ----- | ---------------- | ------------------------------------------ | ----------------- |
| 1993  | Deserine Usher   | -                                          | Miss Congeniality |
| 1994  | Sharon Dominguez | -                                          | -                 |
| 1995  | Nazra Romero     | -                                          | -                 |
| 1996  | Sandra Manzanero | -                                          | Miss Friendship   |
| 1997  | Elvia Lilia Vega | -                                          | -                 |

### Miss Belize Caribbean
| Année | Nom        | Placement in Miss Caribbean | Awards |
| ----- | ---------- | --------------------------- | ------ |
| 1996  | Ava Lovell | -                           | -      |

### Queen of the Bay
| Année | Nom                 | Area Representing          |
| ----- | ------------------- | -------------------------- |
| 1982  | Diana Jenkins       | Belize City                |
| 1983  | Christine Gibson    | Belize City                |
| 1984  | Francine Encalada   | Belize City                |
| 1991  | Betty Jean Usher    | Stann Creek                |
| 1993  | Deserine Usher      | Stann Creek                |
| 1994  | Sharon Dominguez    | Orange Walk                |
| 1995  | Karen Anita Russell | Belize City                |
| 1998  | Shari Williams      | Toledo                     |
| 1999  | Samantha Carlos     | Orange Walk                |
| 2000  | Stephanie Young     | Belize City                |
| 2001  | Shelly Gillet       | Belize City                |
| 2002  | Ebony Lyall         | Corozal                    |
| 2003  | Shajira Sajia       | Corozal                    |
| 2004  | Sherima Usher       | Stann Creek                |
| 2005  | Carrie Wong K       | Stann Creek                |
| 2006  | Shadine Ottley      | Belize City                |
| 2007  | Ronnie Coye         | Belmopan                   |
| 2008  | Karima Card         | Black Orchid (Belize City) |
| 2009  | Reena Beverly Usher | Stann Creek                |
| 2010  | Audralee Enriquez   | Freetown (Belize City)     |
| 2011  | Amanda Taylor       | Barrier Reef (Belize City) |
| 2012  | Yadira Arguetta     | Stann Creek                |